# Grand Prix Caesars Palace 1982
Grand Prix Caesars Palace 1982 (oficiálně 2nd Caesars Palace Grand Prix) se jela na okruhu Caesars Palace v Las Vegas v Nevadě ve Spojených státech amerických dne 25. září 1982. Závod byl šestnáctým a zároveň posledním v pořadí v sezóně 1982 šampionátu Formule 1.

## Závod
| Poř.   | No. | Jezdec             | Konstruktér     | Počet kol | Čas/Odstoupení | Pořadí na startu | Body |
| ------ | --- | ------------------ | --------------- | --------- | -------------- | ---------------- | ---- |
| 1      | 3   | Michele Alboreto   | Tyrrell-Ford    | 75        | 1:41:56.888    | 3                | 9    |
| 2      | 7   | John Watson        | McLaren-Ford    | 75        | + 27.292       | 9                | 6    |
| 3      | 25  | Eddie Cheever      | Ligier-Matra    | 75        | + 56.450       | 4                | 4    |
| 4      | 15  | Alain Prost        | Renault         | 75        | + 1:08.648     | 1                | 3    |
| 5      | 6   | Keke Rosberg       | Williams-Ford   | 75        | + 1:11.375     | 6                | 2    |
| 6      | 5   | Derek Daly         | Williams-Ford   | 74        | + 1 kolo       | 14               | 1    |
| 7      | 29  | Marc Surer         | Arrows-Ford     | 74        | + 1 kolo       | 17               |      |
| 8      | 4   | Brian Henton       | Tyrrell-Ford    | 74        | + 1 kolo       | 19               |      |
| 9      | 22  | Andrea de Cesaris  | Alfa Romeo      | 73        | + 2 kola       | 18               |      |
| 10     | 23  | Bruno Giacomelli   | Alfa Romeo      | 73        | + 2 kola       | 16               |      |
| 11     | 30  | Mauro Baldi        | Arrows-Ford     | 73        | + 2 kola       | 23               |      |
| 12     | 17  | Rupert Keegan      | March-Ford      | 73        | + 2 kola       | 25               |      |
| 13     | 18  | Raul Boesel        | March-Ford      | 69        | + 6 kol        | 24               |      |
| NC     | 9   | Manfred Winkelhock | ATS-Ford        | 62        | + 13 kol       | 22               |      |
| Ret    | 8   | Niki Lauda         | McLaren-Ford    | 53        | Motor          | 13               |      |
| Ret    | 33  | Tommy Byrne        | Theodore-Ford   | 39        | Smyk           | 26               |      |
| Ret    | 35  | Derek Warwick      | Toleman-Hart    | 32        | Svíčka         | 10               |      |
| Ret    | 11  | Elio de Angelis    | Lotus-Ford      | 28        | Motor          | 20               |      |
| Ret    | 28  | Mario Andretti     | Ferrari         | 26        | Zavěšení       | 7                |      |
| Ret    | 1   | Nelson Piquet      | Brabham-BMW     | 26        | Svíčka         | 12               |      |
| Ret    | 16  | René Arnoux        | Renault         | 20        | Motor          | 2                |      |
| Ret    | 2   | Riccardo Patrese   | Brabham-BMW     | 17        | Spojka         | 5                |      |
| Ret    | 12  | Nigel Mansell      | Lotus-Ford      | 8         | Kolize         | 21               |      |
| Ret    | 26  | Jacques Laffite    | Ligier-Matra    | 5         | Zapalování     | 11               |      |
| DNS    | 27  | Patrick Tambay     | Ferrari         | 0         | Zranění        | 8                |      |
| DNS    | 14  | Roberto Guerrero   | Ensign-Ford     | 0         | Motor          | 15               |      |
| DNS    | 31  | Jean-Pierre Jarier | Osella-Ford     | 0         | Nehoda         | 27               |      |
| DNQ    | 36  | Teo Fabi           | Toleman-Hart    |           |                |                  |      |
| DNQ    | 10  | Eliseo Salazar     | ATS-Ford        |           |                |                  |      |
| DNQ    | 20  | Chico Serra        | Fittipaldi-Ford |           |                |                  |      |
| Zdroj: |     |                    |                 |           |                |                  |      |

## Konečné pořadí po závodě
Pohár jezdců
| Pořadí | Jezdec        | Body |
| ------ | ------------- | ---- |
| 1      | Keke Rosberg  | 44   |
| 2      | Didier Pironi | 39   |
| 3      | John Watson   | 39   |
| 4      | Alain Prost   | 34   |
| 5      | Niki Lauda    | 30   |
| Zdroj: |               |      |

Pohár konstruktérů
| Pořadí | Konstruktér   | Body |
| ------ | ------------- | ---- |
| 1      | Ferrari       | 74   |
| 2      | McLaren-Ford  | 69   |
| 3      | Renault       | 62   |
| 4      | Williams-Ford | 58   |
| 5      | Lotus-Ford    | 30   |
| Zdroj: |               |      |